# Lallab
Lallab est une association française, fondée en 2016, féministe et antiraciste, en particulier investie dans la défense des droits des femmes musulmanes, qui sont à la croisée de plusieurs oppressions : le sexisme, le racisme et l'islamophobie,,,.

## Historique
L'association est déclarée à la préfecture du Val-de-Marne le 23 décembre 2015. Son siège est à Ivry-sur-Seine. Le nom « Lallab » est un mot-valise entre « Lalla » (titre honorifique féminin en arabe maghrébin) et « lab » (pour « laboratoire d'idées »).
L'association s'inspire du travail des féministes musulmanes comme Asma Lamrabet, Zainah Anwar, Amina Wadud, Zahra Ali et Fatima Mernissi, ainsi que par des concepts créés par les afroféministes, dont l'intersectionnalité de Kimberlé Crenshaw.
Le projet à l'origine de Lallab était la série documentaire Women SenseTour – in Muslim Countries réalisé par les cofondatrices Sarah Zouak et Justine Devillaine, à la rencontre de 25 femmes musulmanes actrices du changement et agissant pour l'émancipation des femmes dans cinq pays musulmans (Maroc, Tunisie, Turquie, Indonésie, Iran), dont l'objectif était déjà de faire entendre les voix des femmes musulmanes.
À l'automne 2016, l'association lance son magazine en ligne qui présente les portraits de femmes musulmanes engagées.
Le 5 janvier 2017, la présidente de l'association, Attika Trabelsi, est invitée dans L'Émission politique sur France 2 face à Manuel Valls, ancien Premier ministre et candidat à la primaire citoyenne, pour évoquer les discriminations dont sont victimes les femmes portant un voile,,. Les propos tenus par Valls lors de cette émission provoquent « une vague de tweets haineux contre les militantes ». 

## Polémique
À l'été 2017, l'association est au cœur d'une polémique lancée par des militants d'extrême droite et du Printemps républicain, qui reprochent à l'Agence du service civique d'avoir mis en ligne trois annonces émanant de Lallab. L'Agence supprime les annonces. L'association dénonce une « campagne de désinformation et de cyberharcèlement ». Une tribune est publiée dans Libération, signée par un collectif d'associations et de personnalités, qui dénonce une « campagne misogyne et islamophobe »,,. Parmi les signataires :
- Zahra Ali
- Rebecca Amsellem
- Pouria Amirshahi
- Act Up-Paris
- En avant toute(s)
- Les Dégommeuses
- Pénélope Bagieu
- Alice Barbe
- Lauren Bastide
- Julien Bayou
- Pascal Boniface
- Anaïs Bourdet
- Silvia Casalino
- Rébecca Chaillon
- Aya Cissoko
- Féministes contre le cyberharcèlement
- Alice Coffin
- Couvent de Paname / sœurs de la perpétuelle indulgence
- Sonia Dayan-Herzbrun
- Laurence De Cock
- Karima Delli
- Christine Delphy
- Rokhaya Diallo
- Eva Doumbia
- Emma
- Éric Fassin
- Amandine Gay
- Nacira Guénif
- Alain Gresh
- Samuel Grzybowski
- Malika Hamidi
- Benoît Hamon
- Hanane Karimi
- Rachel Khan
- Azadeh Kian
- Mathilde Larrère
- Élisabeth Lebovici
- Grace Ly
- Myriam Marzouki
- Philippe Marlière
- Morgane Merteuil
- Mrs Roots
- Diariata N'Diaye
- Océanerosemarie
- Ovidie
- Julie Owono
- Ndella Paye
- Sandra Regol
- Valérie Rey
- Emilia Roig
- Muriel Salmona
- Geneviève Sellier
- Patrick Simon
- Laura Slimani
- Pierre Tevanian
- Élise Thiébaut
- Sylvie Tissot
- Françoise Vergès
- Women's March